# Suchohrdly u Miroslavi
Suchohrdly u Miroslavi (v letech 1890–1950 a od 1. července 1980 do 31. března 1997 pouze Suchohrdly, německy Socherl) jsou obec v okrese Znojmo v Jihomoravském kraji. Žije zde 513 obyvatel. Obec se rozprostírá na katastrálním území o výměře 1472 ha, přičemž orná půda tvoří 46 %.

## Název
Jméno vsi znělo původně Suchohrdli a označovalo její obyvatele, „lidi se suchým hrdlem“, což mělo původně posměšný význam (pijani). Německá podoba jména vznikla z českého nářečního Sochohrdle.

## Historie

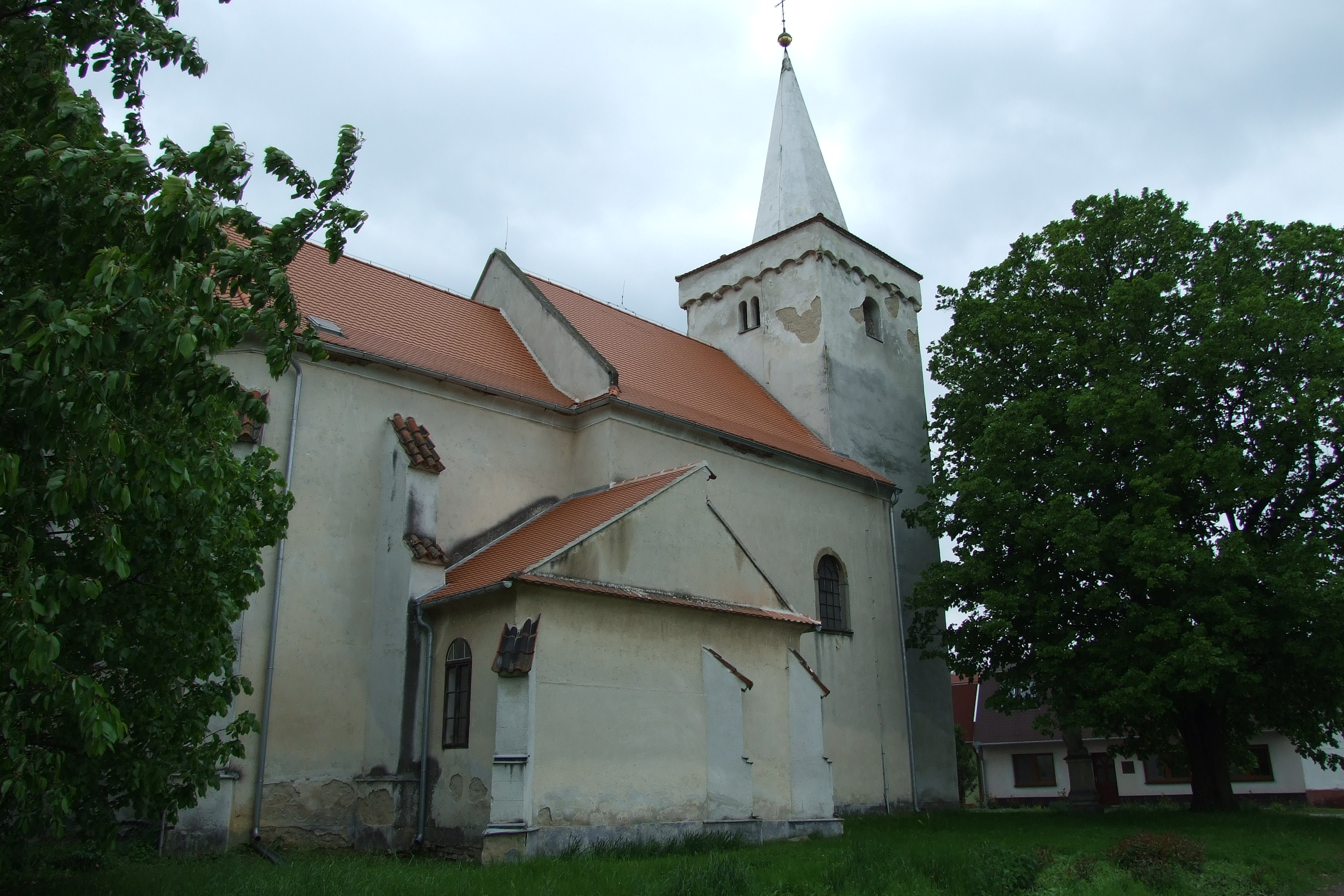
Kostel sv. Markéty v obci Suchohrdly u Miroslavi

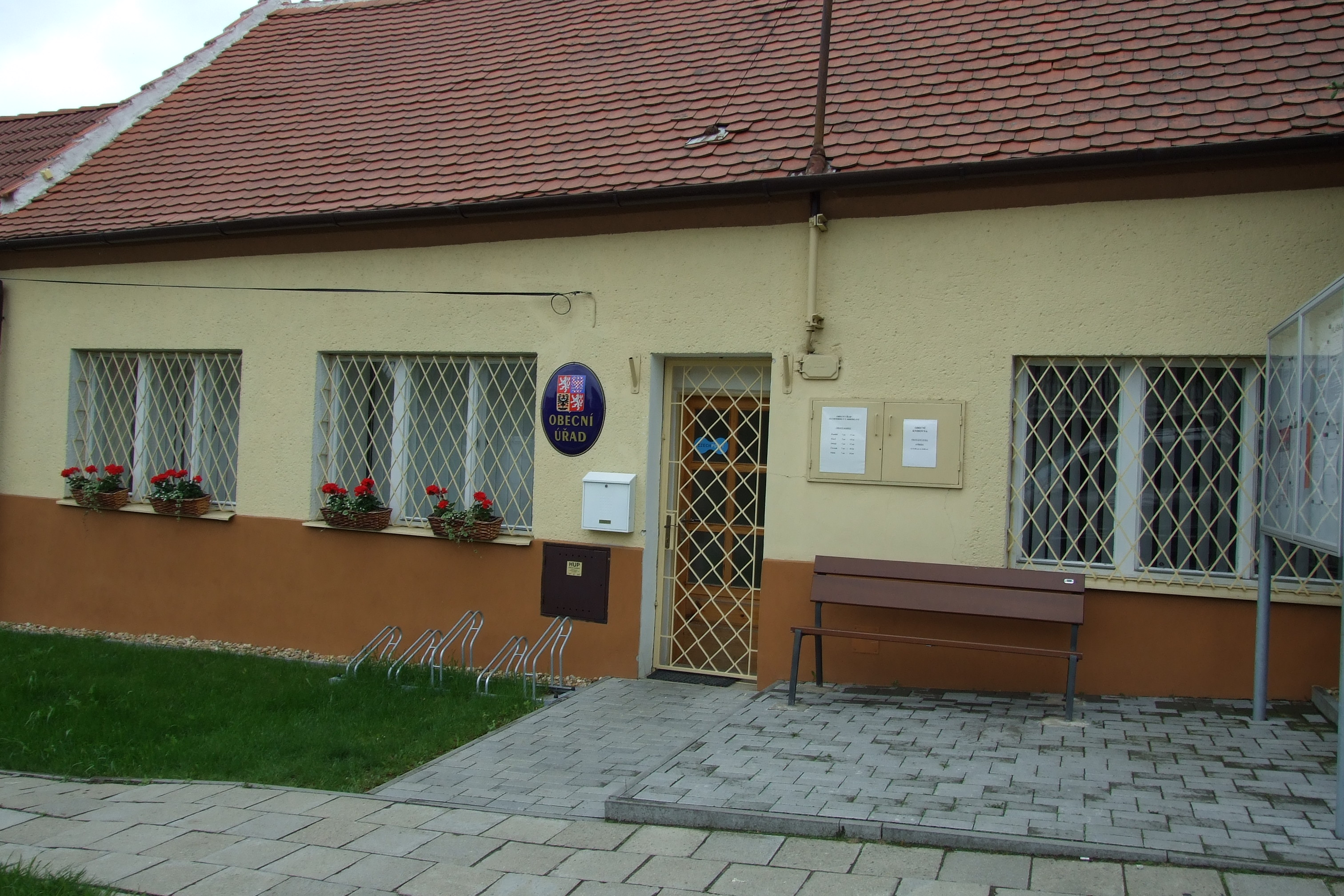
Obecní úřad v obci Suchohrdly u Miroslavi

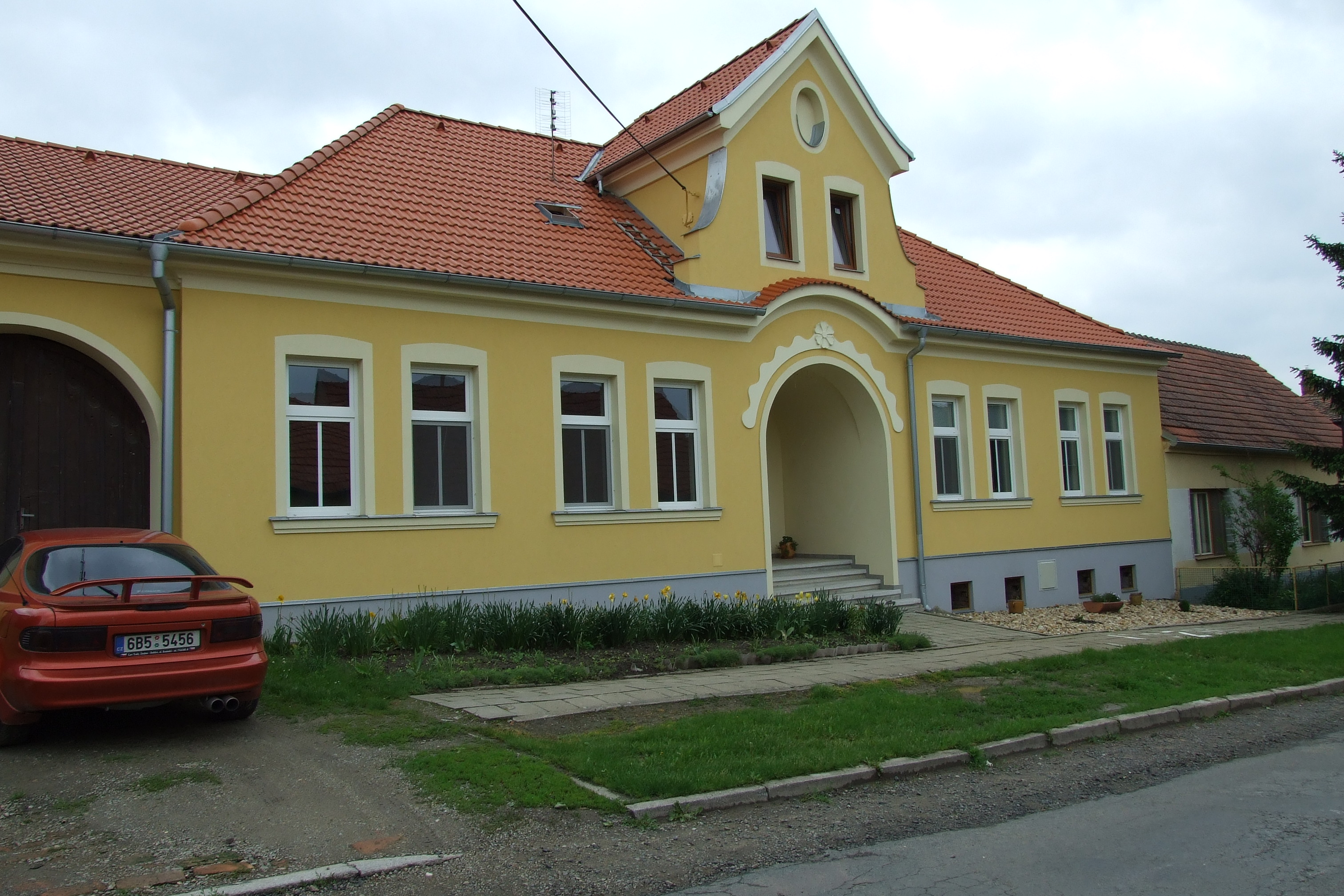
Fara v obci Suchohrdly u Miroslavi

### První písemné zmínky
První písemné zmínky o obci se datují k roku 1360, kdy jsou Suchohrdly u Miroslavi označovány jako tvrz „Sucherle“ a Schichelid. K roku 1361 je zaznamenán tvar Suchohurdl a k roku 1365 tvar Suchohrdl. Kostel sv. Markéty (Antiochijské) zde stojí od 14. století. V této době výnos panství tvořila především těžba dřeva a honitba. Osada ovšem střídala své majitele a postupem času pustla. V roce 1663 se přes Moravu přehnali Turci a Tataři, proto se mnoho lidí muselo ukrývat v lesích. Místní zloději a „loupežníci“ už započaté dílo zkázy dokončili. I přes to byla obec postupně obnovena; kostel sv. Markéty až v roce 1806. Na zdejším statku žili i rodiče T. G. Masaryka. Jeho otec pracoval jako kovář.
Železnice, která vede kolem obce, byla vybudována roku 1870. Německá škola byla v obci zřízena již roku 1778 – v budově dnešní mateřské školy.

### Období první republiky
Roku 1934 se v Suchohrdlech u Miroslavi konala Národní slavnost spojená se Sokolským cvičením. Byla to společná manifestace za národní jednotu, svobodu a demokratickou Československou republiku a jejího prvního prezidenta T. G. Masaryka.
Roku 1935 pro pokročilý věk a ohrožené zdraví prezident T. G. Masaryk abdikoval. František Ficner ho v kronice popisuje jako velkého muže, „tatíčka Masaryka“ nebo také „prezidenta Osvoboditele“, který v rozhodné chvíli vždy ukázal svou velikost. Novým prezidentem se stal ministr zahraničních věcí – dr. Eduard Beneš. Pro národ je zárukou, že půjde po stopách Masarykových – přichází tedy prezident „Budovatel“.
Roku 1936 byla v Suchohrdlech u Miroslavi na počest Masarykových 85. narozenin zasazena „Masarykova lípa“. U této příležitosti měl projev Johan Sethaler, který komentoval zasazení lípy takto: „Zasazení lípy děláme z lásky k němu, poněvadž jsme s ním spjati užším svazkem, jelikož byl i on v mládí občanem zdejší obce.“
V červnu téhož roku projížděl po státní silnici u Suchohrdel u Miroslavi Eduard Beneš. Byl radostně přivítán všemi vrstvami obyvatelstva, budovy byly ozdobeny praporky.

### Druhá světová válka
Dne 30. září 1938 byla podepsána Mnichovská dohoda a Suchohrdly u Miroslavi se staly součástí Německa.
Dne 9. října 1938 vpochodovaly do obce oddíly německé armády. Český kronikář František Ficner musel, stejně jako všichni čeští zaměstnanci a úředníci, po odstoupení pohraničních území odejít do Protektorátu Čechy a Morava.
Kronika byla poté vedena pouze v jazyce německém. Česká státní škola v obci byla uzavřena, děti byly přemístěny do školy německé. Úředním jazykem se stala výhradně němčina. Nastává proces germanizace. Jak v kronice v pozdějších letech popisuje Klement Blatný: „Český člověk ve snaze zajistit rodině slušnější živobytí, dával se do služeb bohatých vládců vesnice, kterými v této obci byli němečtí majitelé půdy. A za chléb byl nucen zaprodat i svůj původ, řeč a národnost.“ A nebyli to jen Němci, kdo lidem v obci škodili, byli to i obyvatelé, kteří ve snaze získat v tehdejším systému nějakou funkci, své sousedy udávali, hlídali je, konali u nich domovní prohlídky a všemožně jim škodili.
O konci války se zachovaly vlastní zápisy od obyvatele obce Josefa Baluska: „Dne 7. května 1945 ráno přeletěla skupina sovětských letadel nad obcí, němečtí vojáci, kteří v té době v obci byli, se schovávají do sklepů domů. V Suchohrdlech u Miroslavi byla umístěna dvě protiletadlová německá děla, avšak žádné z nich v tu dobu nevystřelilo. Sovětská letadla bombardují Miroslav a okolí, v noci osvětlují krajinu. Němečtí vojáci v přestávkách mezi nálety utíkají z obce. Příští den ráno, ještě za šera, obhlíží obec zvědové Rudé armády. V obci zůstaly tři tankové oddíly.“
Později byl ustanoven Místní národní výbor (MNV).

### Období poválečné
Po válce byli na základě mírových jednání Němci odsunuti do své vlasti – Německa. Jejich majetky propadly ve prospěch československého státu a byly rozděleny obyvatelstvu obce. Teprve 1. září 1945 byla zahájena výuka na zdejší české škole.
Roku 1950 se v Suchohrdlech sdružilo 31 drobných zemědělců s výměrou polí 165 ha v Jednotné zemědělské družstvo (JZD). O devět let později se ke sdružení přidali poslední zemědělci, kteří dosud kolektivizaci odmítali. Mimo JZD zůstal pouze Josef Petrla s výměrou zemědělské půdy 2 ha. Na konci 60. let byly v obci dva zemědělské podniky: JZD a ČSSS (Československý státní statek).

### Zajímavosti z historie obce
- V obci se nachází několik artéských studní.
- V roce 1936 byl v okolí nádraží vykopán hrob z doby bronzové (z doby cca 1 500 př. n. l.). Byly zde nalezeny bronzové nádoby a jiné předměty. Celý nález byl předán Zemskému muzeu v Brně.
- Roku 1953 je v kronice záznam o občanech obce, kteří v „nepřiměřené míře holdují alkoholu“ a vyvolávají hádky a rvačky. Kronikář si stěžuje i na hluk linoucí se z hospod, zvláště pak v neděli.
- V roce 1958 se v nebývalém množství na bramborových porostech rozmnožila mandelinka bramborová.
- V zápisech obce je zmíněn i let do vesmíru, který uskutečnil Jurij Gagarin roku 1961.
- V roce 1966 byla v obci vybudována asfaltová silnice.
- Roku 1968 byl už téměř v každé domácnosti televize.

## Kronika obce Suchohrdly u Miroslavi
Kronika obce Suchohrdly u Miroslavi je rozdělena do tří knih:
- První kniha se začala psát roku 1921 a záznamy jsou vedeny až po rok 1938, kdy se v psaní záznamů muselo (na dobu deseti let) přestat.
- V druhé knize jsou doplněny zápisy z let 1938–1947, pokračují rokem 1948. Události v obci jsou zaznamenány až po rok 1979.
- Třetí, současná kronika, informuje o dění v obci od roku 1980 až po současnost.

### Kronika první (1921–1938)
První zápis do kroniky obce Suchohrdly u Miroslavi byl proveden roku 1921 Sigfriedem Wolfem. Popisuje dle pramenů čerpaných z archivů v Brně nejstarší dosažitelné dějiny obce. Sigfried Wolf byl obecní kronikář a řídící učitel místní německé školy, tudíž záznamy z této doby jsou vedeny v německém jazyce. Počátkem roku 1933 byl ale ze služebních důvodů přeložen.
Kronika popisuje dobu první republiky a celkový pohled na dobu předválečnou. Roku 1933 se kronika začala psát ve státním jazyce československém a funkci kronikáře vykonává František Ficner. Kronika se tedy píše ve dvou jazycích – československém a německém. Zápisy německé části kroniky je pověřen E. Dünkel Gronist. Později ho vystřídal J. Krös.

### Kronika druhá (1948–1979)
Druhá kronika je psána pouze českým jazykem. První stránky jsou věnovány létům 1938 až 1947 – období převážně druhé světové války, kdy se ve psaní kroniky nepokračovalo. Podle Klementa Blatného, místního kronikáře: „…nemohla býti vedena nadále, nemohla a nesměla zachycovat události v době okupace tak, jak se skutečně sběhly, aby nevydala svědectví o všech bezprávích, ba zvěrstev páchaných v této době…“. V psaní kroniky ho v letech 1963–1968 vystřídal Jan Jablonický. V kronice jsou popsány roky poválečné a období normalizace. O letech 1969–1979 píše záznamy František Lang. Kronika se dále věnuje běžnému životu v obci – počasí, ceně obilí, kulturní i politické činnosti. Jsou zde i informace z celého světa.

## Obyvatelstvo
Na začátku století, v roce 1910 čítala obec 605 obyvatel. Podle sčítání lidu z roku 1921 žilo v obci již 649 obyvatel. Z toho bylo 294 Čechů (45,3 %) a 355 Němců (54,7 %). Podle sčítání lidu z 1. prosince 1930 žilo v obci už 706 trvale bydlících obyvatel, což je o 57 obyvatel více než před 9 lety. Z toho bylo 355 Čechů (50,3 %) a 351 Němců (49,7 %). Oproti předchozímu sčítání v obci přibylo více Čechů, a to o 71 obyvatel. Němců ubylo jen o 4 obyvatele.
Z let 1960–1961 jsou známa dvě sčítání, přičemž první z nich bylo neformální. Roku 1960 bylo hlášeno 571 obyvatel. Roku 1961 bylo sečteno 565 obyvatel, z toho 285 mužů a 280 žen. V příštích letech se počet obyvatel nijak výrazně neměnil. Roku 1971 obec čítala již jen 509 obyvatel. V roce 1978 bylo v obci nahlášeno 473 obyvatel. Ze záznamů je zřejmé, že obyvatelstvo je zastoupeno z velké části starší věkovou skupinou.
| Rok            | 1869 | 1880 | 1890 | 1900 | 1910 | 1921 | 1930 | 1950 | 1961 | 1970 | 1980 | 1991 | 2001 | 2011 | 2021 |
| -------------- | ---- | ---- | ---- | ---- | ---- | ---- | ---- | ---- | ---- | ---- | ---- | ---- | ---- | ---- | ---- |
| Počet obyvatel | 473  | 459  | 466  | 552  | 605  | 649  | 710  | 534  | 570  | 509  | 467  | 384  | 416  | 464  | 486  |
| Počet domů     | 88   | 95   | 99   | 105  | 111  | 116  | 156  | 149  | 132  | 130  | 131  | 151  | 165  | 159  | 194  |

Počet obyvatel
Pokles počtu obyvatel nastal hlavně po druhé světové válce, v následující době obyvatel v obci dále ubývalo z důsledku stěhování obyvatel do měst.

## Zdravotní situace
O nemocech svědčí zápisy v místní kronice z let 1933 a 1934.

### Záškrt, spála, zánět průdušnic
Koncem září roku 1933 byly zaznamenány případy dětských nakažlivých nemocí. Objevilo se několik případů záškrtu, z nichž jeden byl smrtelný. Proti záškrtu se začalo očkovat až roku 1946. Také byly zaznamenány dva případy spály. Nejvíce rozšířen byl však zánět průdušnic, kterým bylo, jak v české tak i německé škole, postiženo až 80 % žáků.

### Spalničky
V prosinci roku 1934 byly zaznamenány další případy dětských nemocí, a to především spalniček. Roku 1937 František Ficner píše: „O zdravotních poměrech ve zdejší obci nemůžeme říci, že by byly nejhorší. V okolních vesnicích řádí velmi často nakažlivé dětské nemoci, které se u nás vyskytují velice zřídka.“ Výskyt záškrtu byl značně zredukován po zavedení očkování roku 1946.

## Obecní správa
Mezi lety 1869–1980 Suchohrdly u Miroslavi byly obcí v okrese Moravský Krumlov (v letech 1869–1880 Krumlov) (1869–1950) a později v okrese Znojmo. Od 1. července 1980 do 23. listopadu 1990 patřily jako část města k Miroslavi a od 24. listopadu 1990 jsou opět samostatnou obcí.

### Obecní symboly
Znak a vlajka byly obci uděleny rozhodnutím předsedkyně Poslanecké sněmovny Parlamentu České republiky dne 26. května 2011.

## Pamětihodnosti
- Kostel svaté Markéty